# Rikssalen
För andra betydelser, se Rikssalen (olika betydelser).

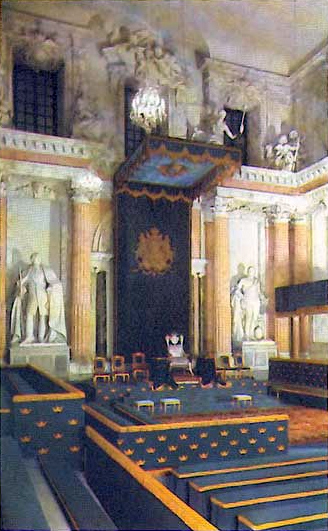
Rikssalen runt mitten av 1900-talet. Runt Silvertronen står stolar för de arvsberättigade prinsar som uppnått myndig ålder (kronprinsens är upphöjd). Nedanför står taburetter för statsministern, utrikesministern och riksmarskalken.

Rikssalen på Stockholms slott togs i bruk för Riksdagen 1755–1756 som öppnades i salen den 17 oktober 1755. Salen utformades av arkitekt Carl Hårleman. Han utgick från Nicodemus Tessin d y:s ritningar. I salens nedre del behölls Tessins idéer med halvkolonner och en kraftig bärande fris. Väggarnas utformning mellan kornischen och taket förändrades dock i rokokostil, med mjukt rundade kartuschprydda fönsteröppningar mellan vilka allegoriska kvinnofigurer och putti placerats. Rikssalens stora entré är från Södra valvet. Rikssalen och Slottskyrkan ligger på var sida om valvet, vilket är en symbol för att kungen fått sitt ämbete av Gud. Rikssalen upptar två och ett halvt våningsplan i slottets södra länga.

## Funktion
Rikssalen byggdes för ståndsriksdagen och togs i bruk 1755. De respektive ständerna sammanträdde mellan riksdagssessionerna på olika platser i Stockholm. Vid omröstningar och debatter samlades riksdagen i Rikssalen tillsammans med kungen.
I början av 1770-talet uppstod ett behov av flera sittplatser för riksdagsledamöterna. Carl Fredrik Adelcrantz ritade då en balkong som löpte utmed tre väggar i halvkolonnernas höjd. Balkongen avlägsnades i och med Ivar Tengboms restaurering på 1920-talet.
Gustav III uppmärksammade avvisning av adeln från ståndsriksdagen, ägde rum i Rikssalen under Riksdagen 1789.
Riksdagen flyttade 1834 till Riddarholmen och det som idag kallas Gamla riksdagshuset. Rikssalen var dock platsen för Riksdagens högtidliga öppnande fram till 1974, då denna ceremoni försvann. I och med den nya regeringsformen så hålls numera Riksmötets öppnande i Riksdagshuset. 
Idag används salen bland annat för publika konserter och högtidliga fester, så som bröllopsfesten för kronprinsessan Victoria och prins Daniel.

## Silvertronen
Drottning Kristinas silvertron var en gåva av Magnus Gabriel De la Gardie till drottningens kröning 1650. Den består av gjutna och drivna delar av silver på en stomme av trä. Den utfördes av Abraham Drentwett i Augsburg. Tronhimmelen är utförd efter ritningar av Jean Eric Rehn till Adolf Fredriks kröning. Tronstolsmattan är utförd av Pehr Hilleström.

## Skulpturer
På var sida om Silvertronen finns två kolossalskulpturer. Den till höger avbildar Gustav II Adolf och den till vänster Karl XIV Johan. Den sistnämnda beställde flera statyer och Oscar I lät placera två av dom i rikets sal. Beställningen utfördes av Johan Niclas Byström på 1840-talet. Även på kornischen i Rikssalen finns ett flertal skulpturer från Hårlemans tid, däribland Freden med en olivkvist, Religionen med ett kors och Rättrådigheten med en våg och ett svärd.

## Bilder från salen

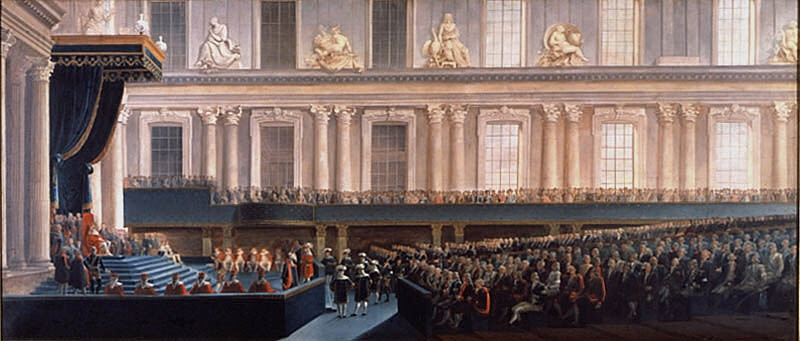
Gustaf III öppnar riksdagen 1789 i rikssalen.
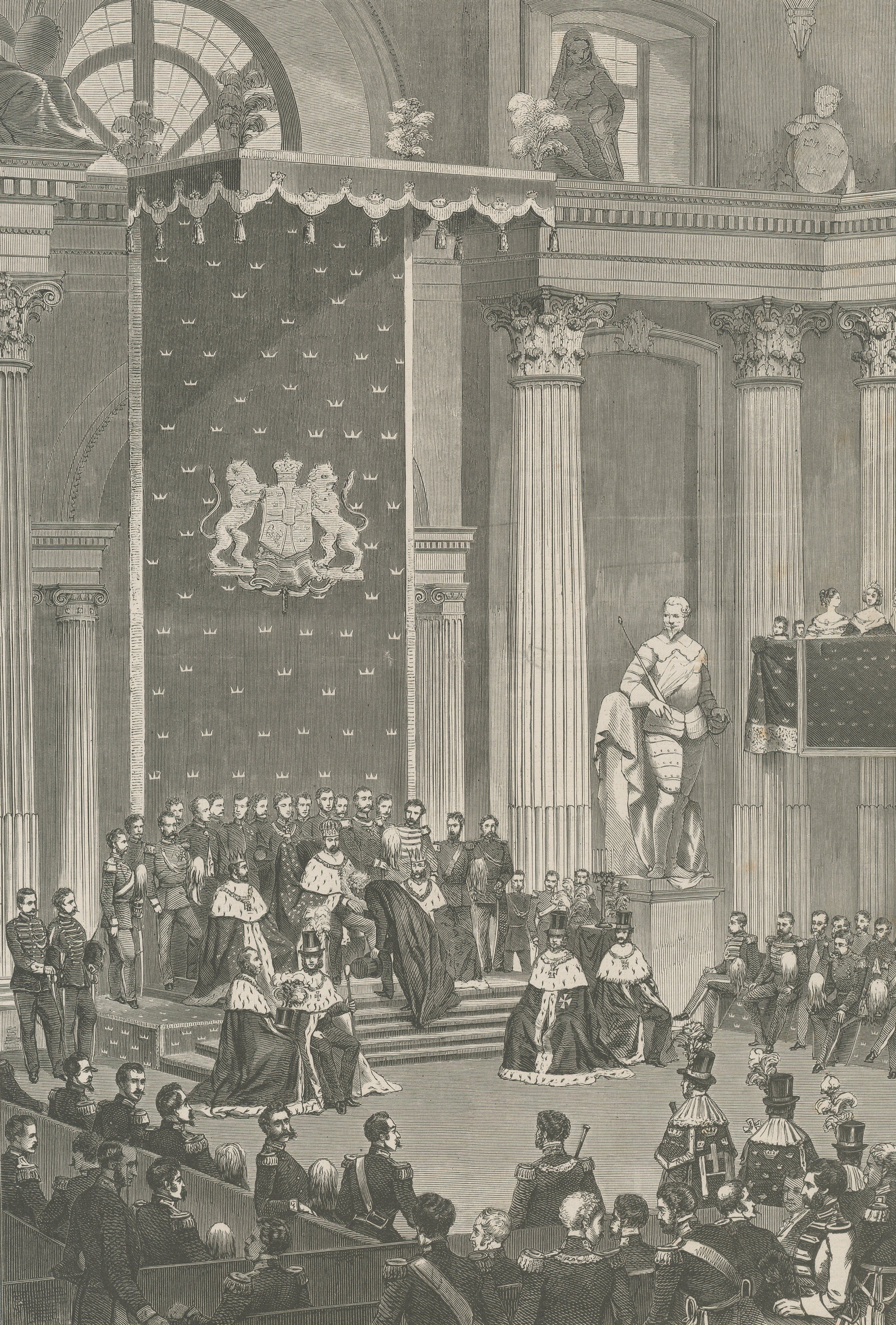
Riksdagens avslutning den 22 juni 1866. Ärkebiskopen Henrik Reuterdahl kysser Karl XV på handen.
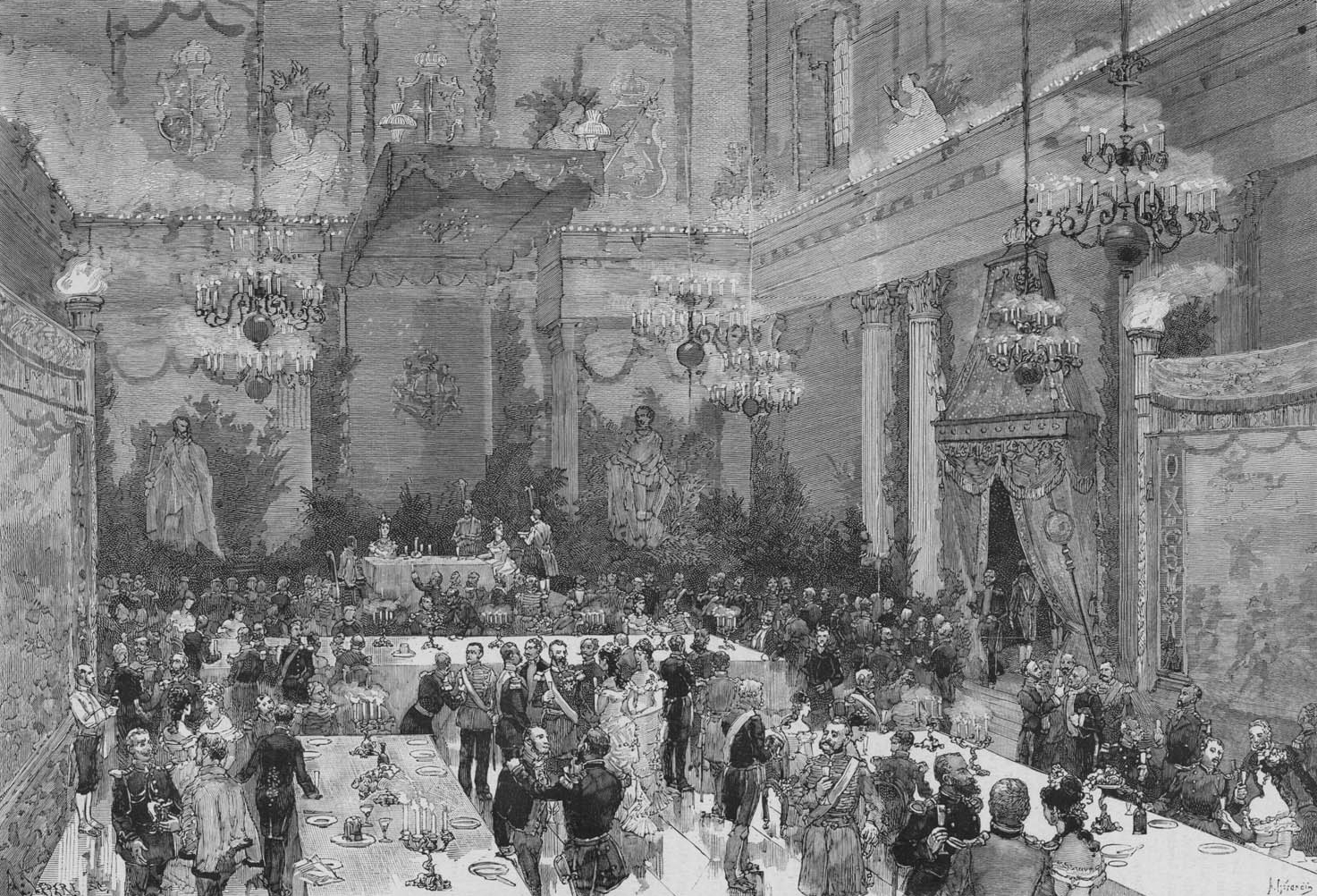
Gustaf (V):s  förmälning med Viktoria av Baden 1881
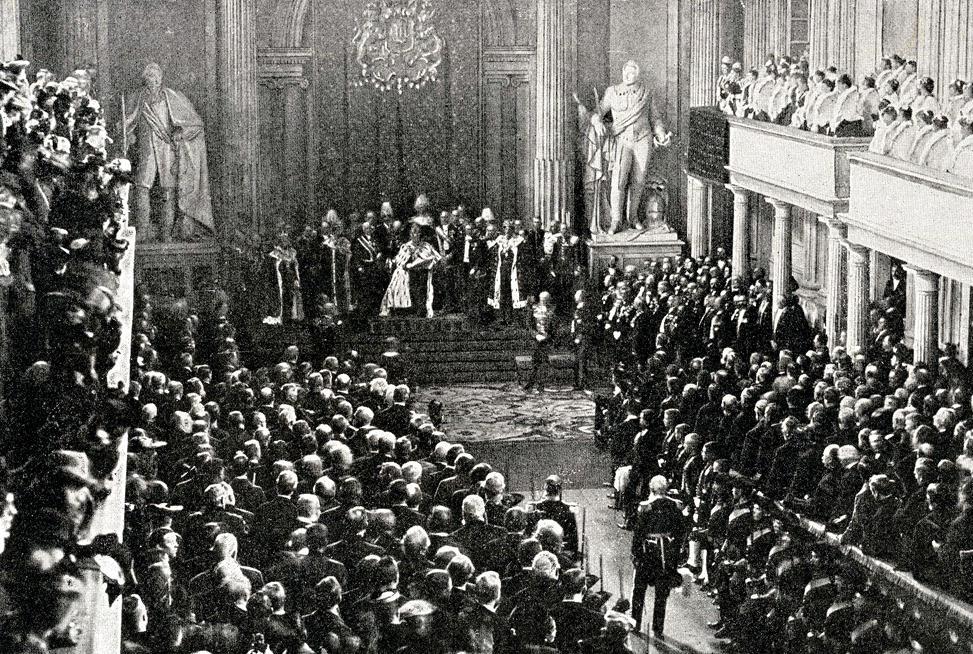
Oscar II öppnar riksdagen 1898
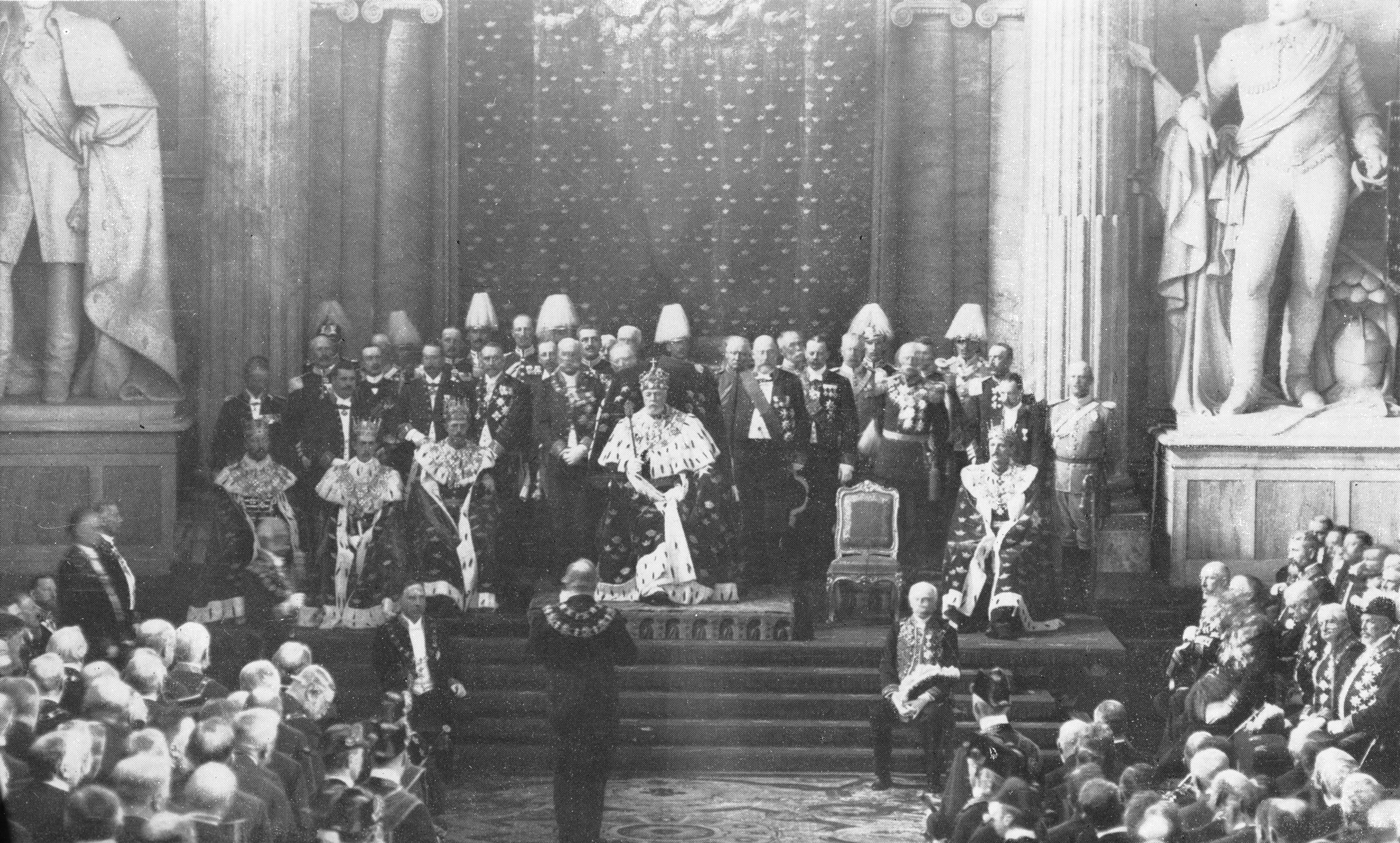
Oscar II öppnar den urtima riksdagen 1905
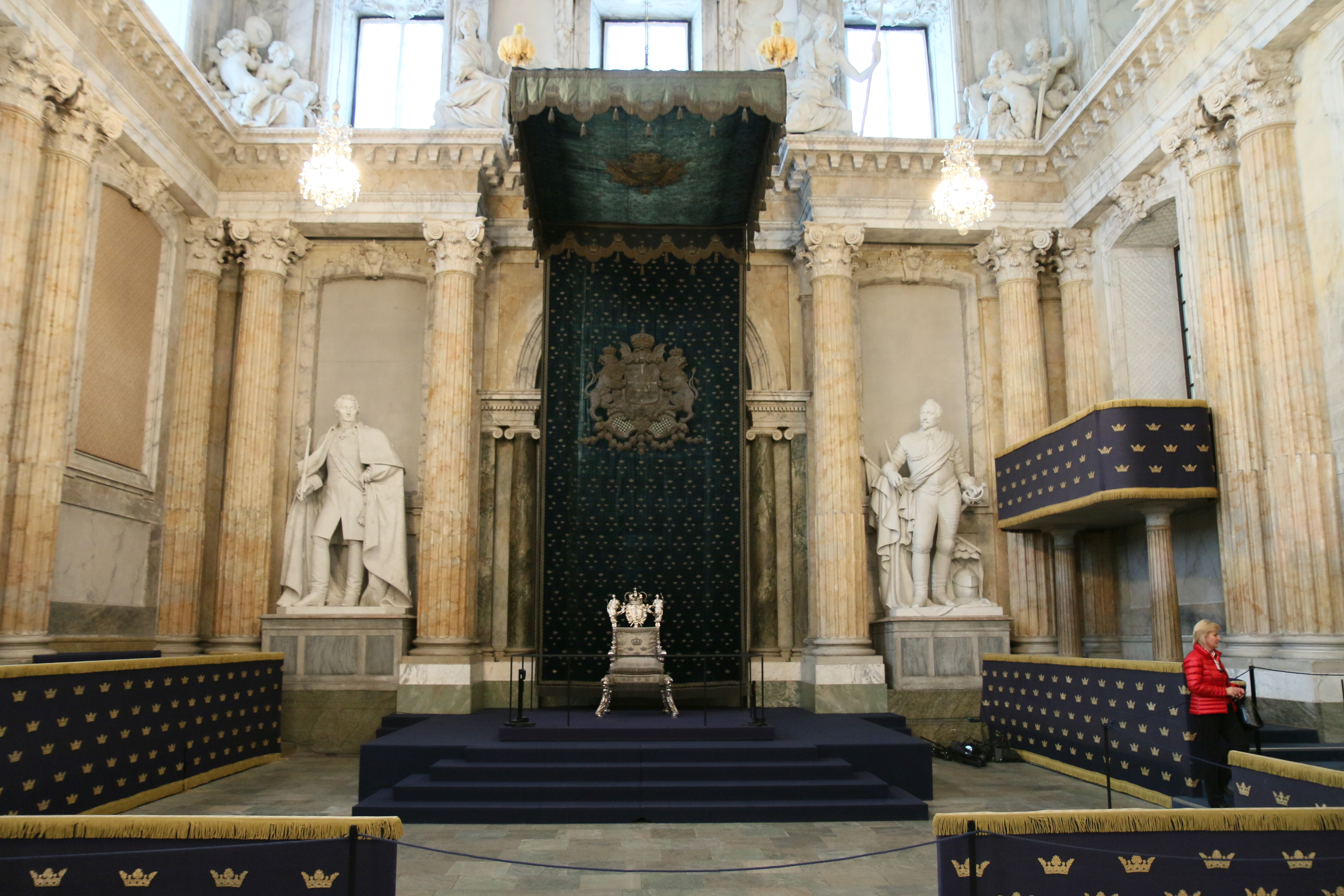
Rikssalen 2015.